# Schilbach (Tanna)
Schilbach is een dorp in de Duitse gemeente Tanna in het Saale-Orla-Kreis in Thüringen. Het dorp wordt voor het eerst genoemd in een oorkonde uit 1325. 
Tot 1994 was Schilbach een zelfstandige gemeente. De huidige dorpskerk werd gebouwd in 1732. Deze verving een eerdere kapel. 